# Phaeochorella clypeata
Phaeochorella clypeata är en svampart som först beskrevs av Georg Winter, och fick sitt nu gällande namn av Theiss. & Syd. 1915. Phaeochorella clypeata ingår i släktet Phaeochorella och familjen Phyllachoraceae.   Inga underarter finns listade i Catalogue of Life.